# 峨眉崖豆藤
峨眉崖豆藤（学名：Millettia nitida var. minor）为豆科崖豆藤属下的一个变种。

## 扩展阅读
- 維基物種上的相關：峨眉崖豆藤